# Phutthamonthon

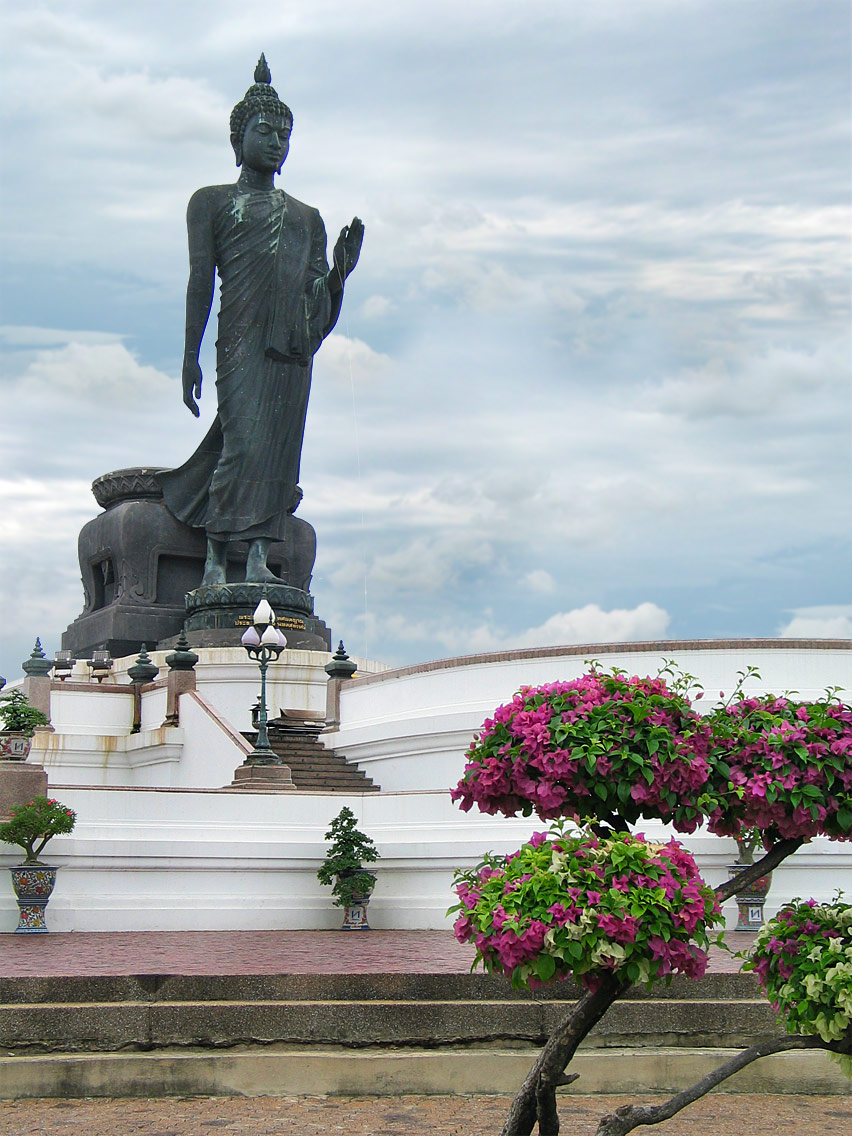
Buddha-Statue von Prof. Bhirasri

Phutthamonthon (Thai: พุทธมณฑล, auch Buddha Monthon oder Buddhamonthon geschrieben) ist ein „buddhistischer Park“ in der Provinz Nakhon Pathom im Westen von Bangkok, der Hauptstadt von Thailand.

## Geschichte
Der Putthamonthon-Park wurde im Jahre 1957 angelegt, das ist nach der thailändischen Zeitrechnung, die mit der Geburt des Buddha beginnt, das Jahr 2500. Die Idee zum Park hatte der damalige Ministerpräsident Plaek Phibunsongkhram. Er sollte den Namen Buddha Monthon tragen, was etwa „Buddha Mandala“ bedeutet. Der Grundstein zum Park wurde von König Bhumibol Adulyadej von Thailand bereits am 29. Juli 1955 gelegt, so dass nach kurzer Bauzeit der Visakha Puja Tag 1957 bereits hier in würdiger Umgebung gefeiert werden konnte.

## Parkanlage
Der Park hat eine Größe von etwa 400 Hektar, in thailändischen Maßeinheiten sind das genau 2500 Rai (zum Vergleich: der Central Park in New York ist nur 337 ha groß).
Das unbestrittene Zentrum des Parks ist die große schreitende Buddha-Statue genau in der Mitte. Sie ist etwa 16 Meter hoch. (Für ihre Größe gibt es widersprüchliche Angaben, die thailändische Tourismus-Behörde TAT meint sogar, sie sei mehr als 40 Meter hoch.) Sie wurde vom Kunst-Professor Silpa Bhirasri entworfen und 1981 gegossen. S.M. König Bhumibol hat ihr den Namen „Phra Si Sakaya Dasabalayan Prathan Phutthamonthon Sudassana“ verliehen.
Im Park gibt es neben einem riesigen Konferenz-Gebäude und einem „Buddhistischen Museum“ auch mehrere Meditations-Hallen, die wunderbar eingebettet im Veluvana liegen, einem Bambus-Hain mit über 100 verschiedenen Bambusarten im Nordwesten des Parks.
Über das ganze Gelände verteilt sind außerdem künstlerische Darstellungen von vier Stationen aus dem Leben des Buddha:
- die „Geburts-Station“: sieben lotusförmige Steine symbolisieren die ersten sieben Schritte des neugeborenen Bodhisattva.
- die „Erleuchtungs-Station“: hier steht der Bodhipanlanka, der Sitz auf dem der Buddha unter dem Bodhi-Baum seine Erleuchtung erfuhr.
- die „Erste-Predigt-Station“: die Lehre des Buddha ist hier durch das Große Rad der Lehre symbolisiert, die Gruppe der fünf Asketen (Pancavaggi), seine ersten Zuhörer, durch fünf Sitze.
- die „Parinibbana-Station“: hier wird an den Tag erinnert, an dem der Buddha in das Nibbana einging.

Ein weiteres wichtiges Gebäude ist der Marmor-Wihan. In diesem Gebäude – auf drei Seiten von einem See umgeben – ist der gesamte Pali-Kanon auf 1418 Marmor-Stelen in goldenen thailändischen Lettern eingraviert. Moderne Wandmalereien auf riesigen Tafeln an der Decke des Viharn stellen das Leben des Buddha sowie die zehn Jataka („Geburtsgeschichten“) dar.

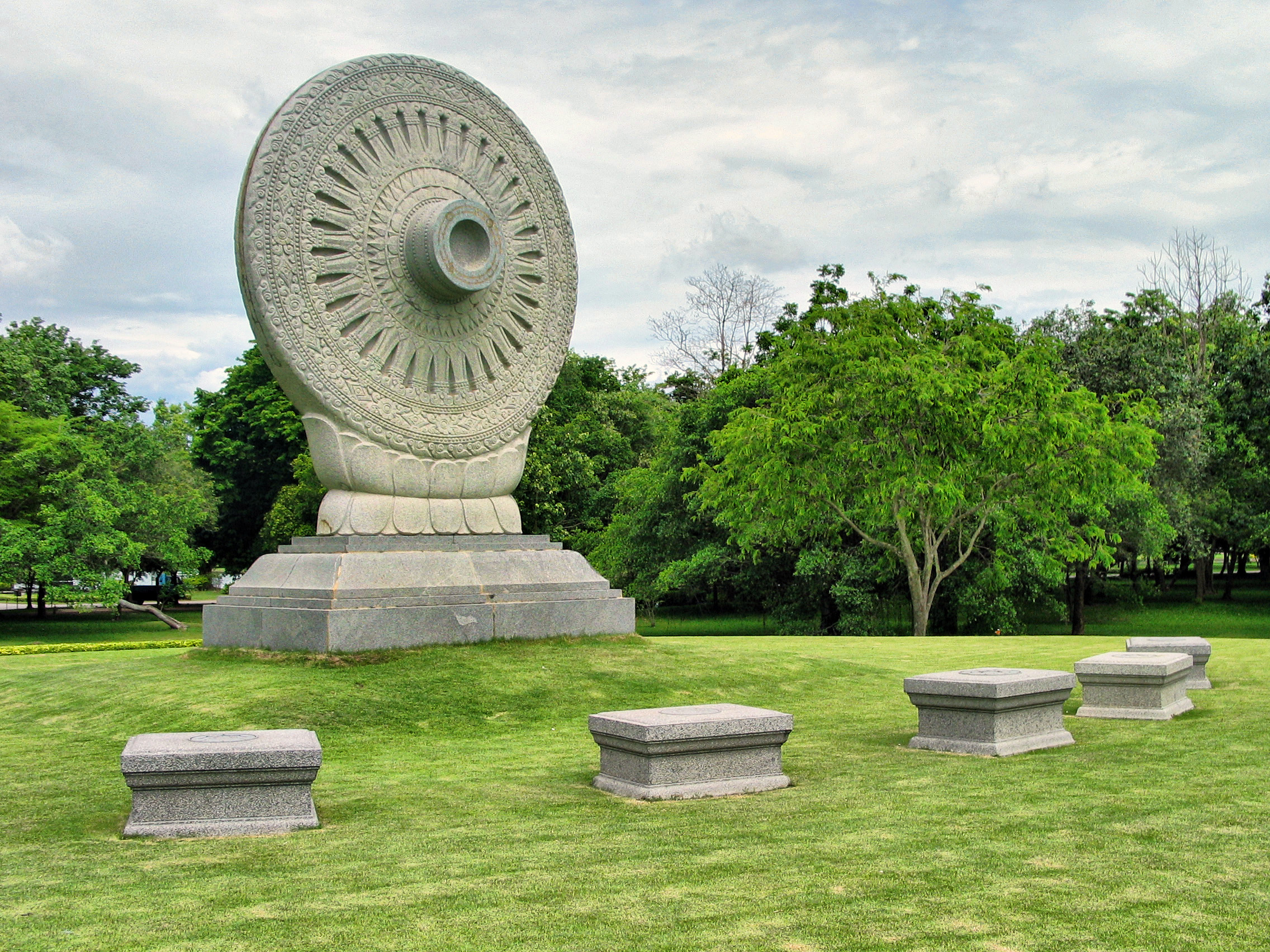
Die „Erste-Predigt-Station“
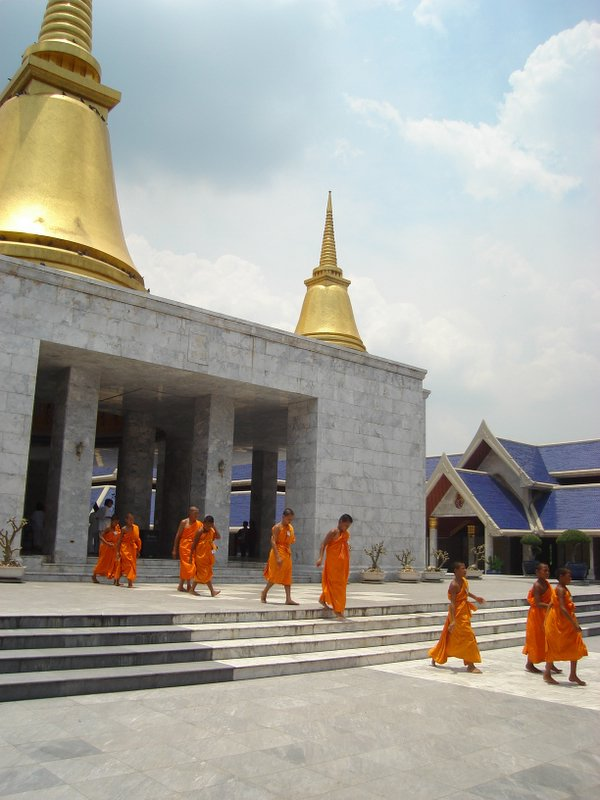
Marmor-Wihan
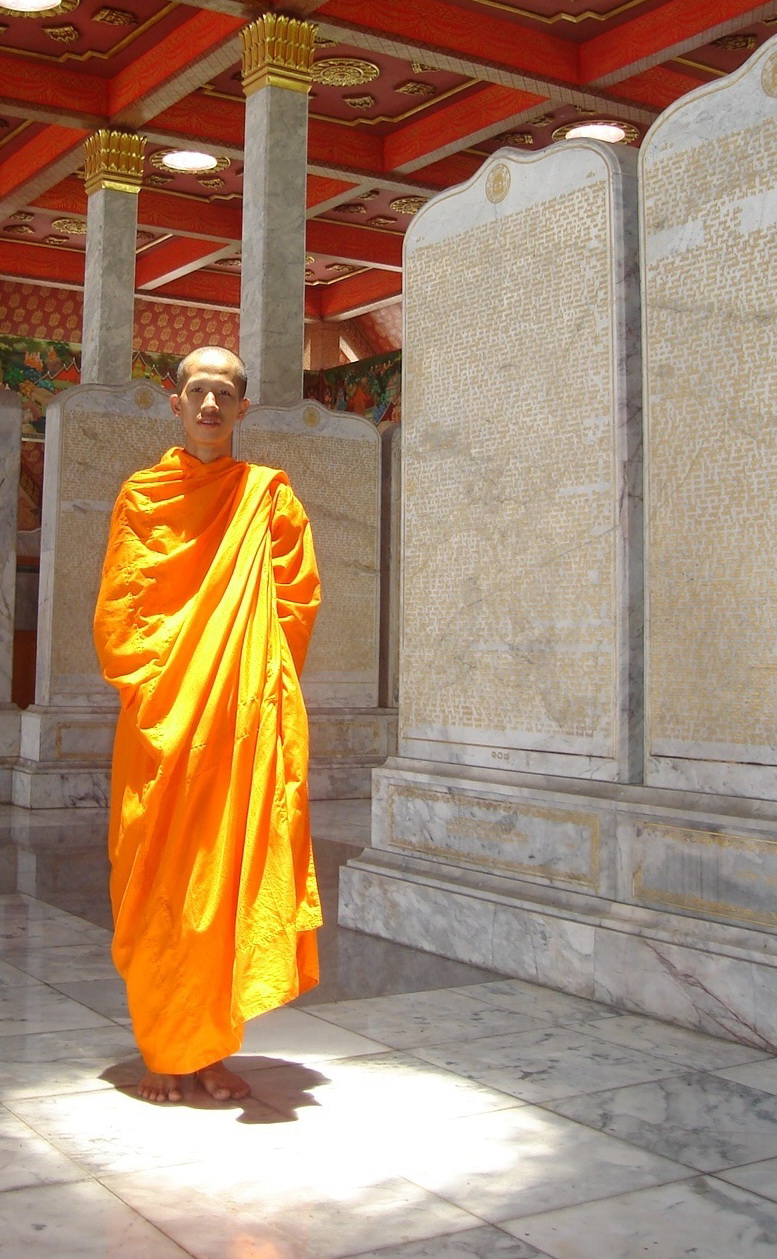
Bhikkhu vor den Marmor-Stelen
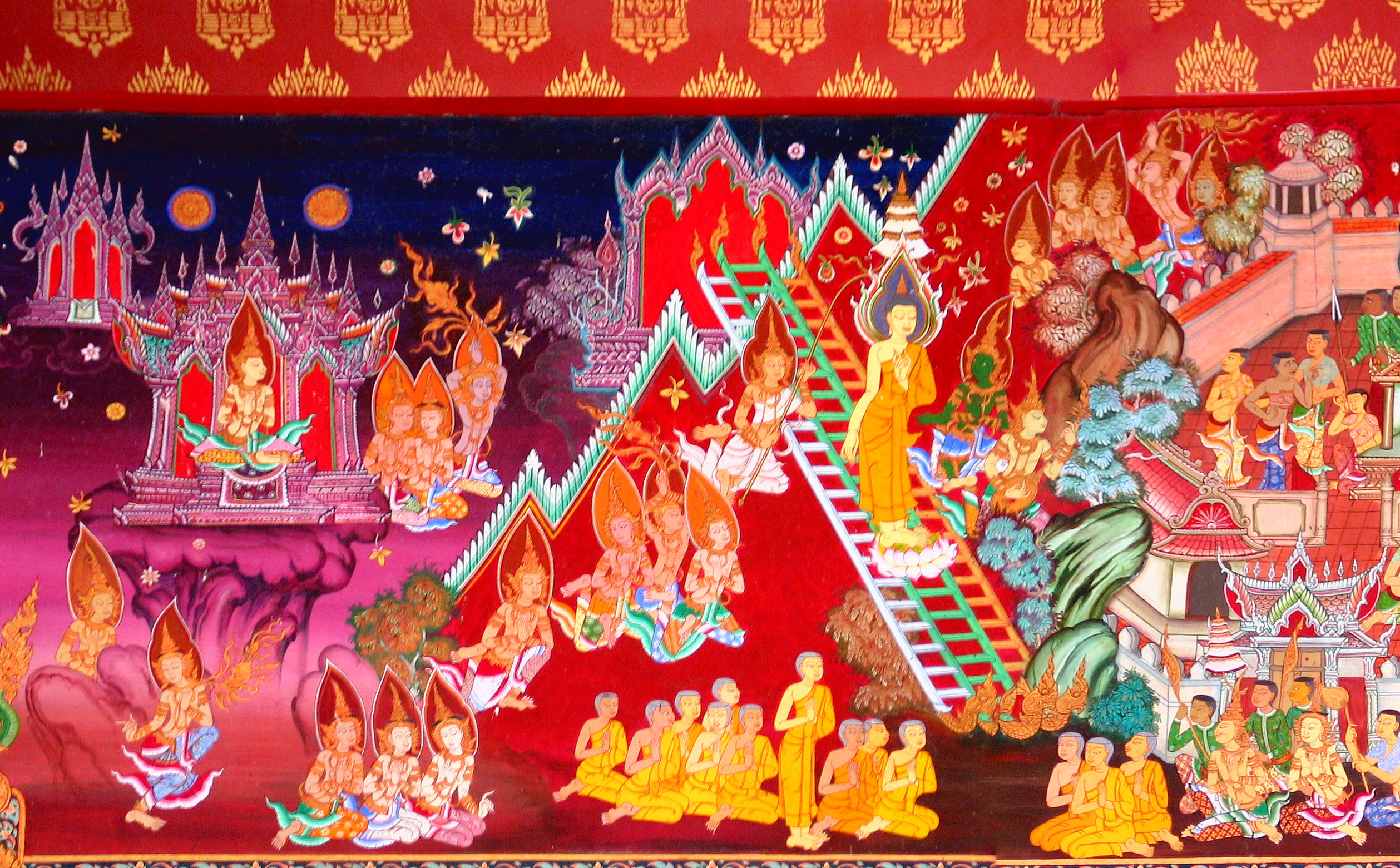
Wandmalerei des Marmor-Wihan